# Ривера, Дженни
Дженни Ривера (исп. Jenni Rivera, полное имя Дженни Долорес Ривера Сааведра, исп. Janney Dolores Rivera Savedra; 2 июля 1969, Лонг-Бич — 9 декабря 2012, Итурбиде) — мексикано-американская певица, наиболее известная работой в жанрах банда и нортенья.
Начала карьеру в 1992 году, выпустила 12 студийных альбомов, более 1 млн экземпляров которых распроданы. Погибла в авиакатастрофе частного самолёта Learjet 25 в штате Нуэво-Леон на северо-востоке Мексики. На борту было 7 человек, включая 2 членов экипажа, выжить никому не удалось.
Трижды была замужем, имела пятерых детей и двоих внуков.

## Дискография
студийные альбомы
- 1999: Si quieres verme llorar
- 1999: Reyna de reynas
- 2000: Que me entierren con la banda
- 2001: Déjate amar
- 2002: Se las voy a dar a otro
- 2003: Homenaje a las grandes
- 2004: Simplemente… La mejor
- 2005: Parrandera, rebelde y atrevida
- 2007: Mi vida loca
- 2008: Jenni
- 2009: La Gran Señora
- 2011: Joyas prestadas
- 2012: Lova againe

сборники
- 2005: Lo mejor de Jenni Rivera
- 2009: Jenni super deluxe

концертные альбомы
- 2006: En vivo desde Hollywood
- 2006: Besos y copas desde Hollywood
- 2007: La Diva en vivo
- 2010: La Gran Señora en vivo
- 2012: Joyas prestadas pop deluxe